# Pasmo Sieradowickie
Pasmo Sieradowickie – pasmo Gór Świętokrzyskich położone w ich północnej części. Od południa Dolina Bodzentyńska oddziela je od Pasma Klonowskiego. Na północy sąsiaduje z Płaskowyżem Suchedniowskim. Na wschodzie ograniczone jest doliną Psarki. Jego zachodnią granicę wyznacza dolina Kamionki.
Najwyższe wzniesienia to Kamień Michniowski (435 m), Sieradowska (390 m) i Kamienna Góra (378 m)